# Aspera Hiems Symfonia
Aspera Hiems Symfonia – debiutancki album norweskiej black metalowej grupy Arcturus. Cztery utwory z Constellation zostały ponownie nagrane i umieszczone jako nowe utwory. Łaciński tytuł albumu znaczy Symfonia Surowej Zimy.
Teksty utworów opisują norweską przyrodę i związany z nią klimat subpolarny. Część piosenek jest śpiewana po norwesku, część po angielsku. 
Zremsterowana wersja albumu znajduje się na pierwszej płycie kompilacji zespołu Aspera Hiems Symfonia / Constellation / My Angel

## Lista utworów
| Nr | Tytuł utworu                                       | Długość |
| -- | -------------------------------------------------- | ------- |
| 1. | „To Thou Who Dwellest in the Night”                | 6:46    |
| 2. | „Wintry Grey”                                      | 4:34    |
| 3. | „Whence & Wither Goest the Wind”                   | 5:15    |
| 4. | „Raudt Og Svart”                                   | 5:49    |
| 5. | „The Bodkin & The Quietus (...To Reach the Stars)” | 4:36    |
| 6. | „Du Nordavind”                                     | 4:00    |
| 7. | „Fall of Man”                                      | 6:06    |
| 8. | „Naar Kulda Tar (Frostnettenes Prolog)”            | 4:21    |
|    |                                                    | 41:27   |

## Twórcy
- Kristoffer Rygg - śpiew
- Knut Magne Valle - gitara
- Carl August Tidemann - gitara
- Hugh "Skoll" Mingay - gitara basowa
- Steinar Sverd Johnsen - instrumenty klawiszowe
- Jan Axel Blomberg - instrumenty perkusyjne